# Самсоново (Забайкальский край)
Самсоново (Самсоновский) — исчезнувшее село в Шилкинском районе Забайкальского края. Расположено на правом берегу реки Шилка, у места впадения реки Канга.
Село ряд источников вводят в современную территорию города Шилка.

## История
Село Самсоново основано как ясачное зимовье в период 1654—1658 годов.
Село названо по имени нерчинского сына боярского Петра Самсонова. На 1735 год здесь уже была деревня, заселённая русскими.

## География
На противоположном левом берегу Шилки — одноимённый город.
Расстояние до районного центра: Шилка 4 км.
Расстояние до областного центра: Чита 178 км.
Расстояние до аэропорта: Чита 191 км.

## Достопримечательности
Объекты историко-культурного наследия (памятники археологии).
- Поселение — г. Шилка, 3,5 км юго-юго-вост. города, правый борт р. Канга 500 м от с. Самсонова[2]
- Могильник плиточный — г. Шилка, 3,5 км юго-вост. города, южная окраина села Самсоново[2]

Также в число месторождений минеральных вод в Шилкинском районе называли в 2006 году, наряду с Шивандинское, Линаки, Мирсаниха, Новоберезовское, и Самсоново.